# عشقم برای همیشه
عشقم برای همیشه (انگلیسی: Forever My Girl) فیلمی در ژانر رمانتیک و درام است که در سال ۲۰۱۸ منتشر شد. که توسط بیثنی اشتون وولف بر اساس رمانی از هایدی مک لافین نوشته و کارگردانی شده‌است. داستان حول یک موسیقی دان مشهور کشوری (الکس رو) می چرخد که متوجه می‌شود که از زنی (جسیکا رات) که هشت سال پیش مراسم ازدواج با او را ترک کرده صاحب یک دختر است. ابی رایدر فورسن، تراویس تریت جان بنجامین از دیگر ستارگان این فیلم هستند . این فیلم نظرات منفی را از سوی منتقدان دریافت کرد، اما استقبال از سوی مخاطبان بسیار مثبت بود و فیلم موفقیت نسبتاً خوبی در گیشه داشت.

## داستان
در سنت آگوستین، لوئیزیانا، جوزی توسط نامزد خود لیام در روز ازدواج ترک می‌شود. هشت سال بعد، لیام خواننده موفق کشور است. روز بعد از یک کنسرت در نیواورلئان، لیام می فهمد که میسون، یکی از ساقدوش‌های عروسی او در یک تصادف اتومبیل کشته شده‌است. لیام به سنت آگوستین باز می‌گردد و در مراسم تشییع جنازه میسون شرکت می‌کند. گرچه لیام تلاش می‌کند که دیده نشود، اما جسی او را می‌بیند. پس از دفن مبسون، جسی به لیام دیدار می‌کند. لیام نزد پدرش، پاستور بایان باقی می‌ماند، هرچند پدرش ناراحت است که لیام بعد از رسیدن به شهرت هرگز با او تماسی نداشته‌است. در حالی که لیام مشغول شناسایی مجدد شهر است، با جوزی در یک فروشگاه گل دارد برخورد می‌کند. لیام می فهمد که جوزی یک دختر هفت ساله دارد، به نام بیلی، و او پدرش است. جویس اعتراف می‌کند که دو هفته پس از اینکه او را در کلیسا ترک کرده ، او متوجه شد که باردار است. اگرچه جسی سعی کرده با او تماس بگیرد، لیام هرگز تماس او را پاسخ نگفته است. لیام در نهایت جوزی را متقاعد می‌کند بگذارد با بیلی دیدار کند البته با شرایطی که جوزی تعیین می‌کند. بیلی به سرعت متوجه می‌شود که لیام پدرش است، جوزی از این مسئله بسیار تعجب می‌کند و از نقشه لیام پیروی می‌کند. لیام و بیلی یک گروه می‌شوند، بیلی نیز مانند پدرش دارای استعداد موسیقی است. جسی حتی موافقت می‌کند که بیلی شب با لیام بگزراند. همانطور که لیام برای او قصه می‌گوید، بیلی از او می‌خواهد که دلیل ترک جوزی را بگوید، و لیام اذعان می‌کند که او جوان بوده و گیج شده‌است، اگر چه او از تصمیم خود پشیمان شده بود. سرانجام لیام عشق خود را به جوزی بعد از کنسرت در نیو اورلیان ابراز می‌کند. بعد از بازگشت لیام و بیلی همچنان به گروه موسیقی خود ادامه می‌دهند. بیلی موقع نهار دچار خفگی می‌شود، لیام بعد از فلاش بکی که به صحنه مرگ مادرش دارد دچار شک و بهت می‌شود ، جیک، برادر جوزی، بیلی را نجات می‌دهد. لیام بخاطر ناتوانی در انجام آن کار در یک بار مست می‌کند. جیک در دیدار با لیام به او می‌گوید جوزی و بیلی بدون او بهتر می‌شوند. لیام روز بعد بدون اطلاع جوزی و بیلی آنجا را ترک می‌کند. و به تور موسیقی خود بر می‌گردد و اجرایی در لندن دارد. با این حال مدیر برنامه‌های او سم او را وادار می‌کنند تا به نزد خانواده اش باز گردد. لیام به سنت آگوستین نزد جوزی باز می‌گردد، لیام و جوزی ازدواج می‌کنند و لیام با بیلی یک آهنگ بر روی صحنه اجرا می‌کنند.

## بازیگران
| نام بازیگر        | نقش      |
| ----------------- | -------- |
| الکس رو           | لیام پیج |
| جسیکا راث         | جوزی     |
| جان بنجامین هیکی  | کشیش ران |
| ابی رایدر فورتسون | بیلی     |
| جیلیان ویگمن      | دوریس    |
| تراویس تریت       |          |
| جودیت هوگ         |          |

## تولید

### شکل گیری
نویسنده هایدی مک لافین ایده برای همیشه عشقم را پس از دیدن یک عکس از یک مرد در فیس بوک که ظاهراً در حال تلاش برای عذر خواهی از یک دختر بود بدست آورد. انتخاب نام لیام پیگ 10 یا 15 دقیقه طول کشید و او همان شب پنج هزار کلمه از داستان را نوشت. پس از انتشار کتابش، او یک پیشنهاد از ال دی اینترتیمنت ( LD Entertainmen ) برای یک اقتباس سینمایی بر اساس این کتاب دریافت کرد. در مورد تطبیق کتاب با فیلم، رو گفت: "الین کار بسیار سختی بود که همه جزئیات کتاب را در یک ساعت و نیم گنجاد و تغییرات دیگری نیز وجود داشت که برای بتهانی [ولف] اهمیت داشت ." 

### انتخاب بازیگر
مک لافلین گفت که نوشتن برای لیام و جوزی آسان بود، زیرا او دوستانی دارد که در گروه موسیقی هستند. برای نقش لیام، رو باید یاد می‌گرفت که گیتار بزند و روی صحنه بخواند. برت بویت، سرپرست موسیقی این فیلم، هر روز برای تقریباً سه ماه به او کمک کرد. برای تحقیق در مورد لهجه اش، رو مصاحبه‌های خوانندگان موسیقی محلی را تماشا می‌کرد . او در مورد اجرا روی صحنه عصبی بود و با گروه کوچکی برای اجرا در یک کنسرت 50،000 نفر صحبت کرد. Roe یک گروه در لس آنجلس تشکیل داد و چندین نمایش برای دوستان نزدیک انجام داد. مک لوهلین بازی رو را با استفن آمل را مقایسه کرد، اظهار داشت: "الکس رو به نظر می رسد مانند آمل است اما جوان تر، بنابراین برای من این یک انتخاب عالی است."  [10] مکلافلین در ابتدا از میراندا کر، سوپر مدل استرالیایی، برای نقش آفرینی دعوت کرد و اظهار داشت که رو یک نسخه بلوند کر است رو و رات پیش از این همدیگر را نمی‌شناختند اما چندین دوست مشترک داشتند و چندین بار قبل از فیلمبرداری در آتلانتا در یکدیگر را ملاقات کردند و با هم بیشتر صمیمی شدند.